# Небольсин, Василий Фёдорович
Василий Фёдорович Небольсин (12 мая 1822 — 11 февраля 1900) — российский инженер, архитектор. Действительный статский советник (с 1886 года). Московский губернский архитектор (1860—1862).

## Биография
Обучался в Петербургском строительном училище. Утверждён в чине 12-го класса 28 ноября 1843 года. 8 января 1844 года был определён помощником архитектора в департамент проектов и смет главного управления путей сообщений.
10 мая 1847 года пожалован в коллежские секретари. 19 сентября 1849 года назначен исполняющим должность губернского архитектора Московской губернской строительной и дорожной комиссии.
8 января 1851 года пожалован в титулярные советники, 26 марта 1855 — в коллежские асессоры. 16 мая 1855 года утверждён директором Московского тюремного комитета.
26 марта 1856 года пожалован в надворные советники. С 14 мая 1857 года назначен заведующим производством работ в Николаевской Измайловской военной богадельне.
23 марта 1860 года утвержден московским губернским архитектором, в этот же день пожалован в коллежские советники.
22 июня 1862 года перемещён губернским архитектором в город Владимир. В этот же день назначен директором Владимирского губернского попечительского комитета о тюрьмах. 16 марта 1865 года утвержден губернским архитектором строительного отделения Владимирского губернского правления.
3 марта 1866 года определён харьковским губернским архитектором. 23 ноября 1867 года назначен директором Харьковского губернского попечительского комитета о тюрьмах.
Со 2 декабря 1867 года по 4 апреля 1869 года был командирован за границу.
28 февраля 1873 года назначен исполняющим должность гродненского губернского инженера, в этот же день назначен членом Гродненского губернского церковно-строительного присутствия. 22 августа 1873 года назначен директором Гродненского губернского попечительского комитета о тюрьмах. 25 февраля 1875 года определен председателем Особой временной комиссии содействия скорейшему устройства водопровода в городе Гродно.
27 января 1878 года переведен в гражданские инженеры. 8 марта 1878 года утвержден гродненским губернским инженером.
30 августа 1886 года пожалован в действительные статские советники.
Жена — дочь тайного советника Софья Владимировна Смирнова.

## Награды
- Орден Св. Станислава 2-й степени (1 апреля 1860)
- Орден Св. Анны 2-й степени с Императорской Короной (17 декабря 1867)
- Орден Св. Владимира 4-й степени (20 мая 1871)
- Орден Св. Владимира 3-й степени (30 августа 1879)
- Знак отличия беспорочной службы за 40 лет (22 августа 1884)
- Бронзовая медаль на Владимирской ленте в память войны 1853—1856 гг.